# O&K Ct 400 PS
Die normalspurigen Tenderlokomotiven der Bauart O&K Ct 400 PS waren eine dreiachsige Industriebahntype des Herstellers Orenstein & Koppel (O&K). Sie wurden bevorzugt an Bergwerksbetriebe geliefert. Die genaue Stückzahl der hergestellten Lokomotiven ist nicht bekannt, vier Lokomotiven wurden in Bergwerksbetrieben im heutigen Nordrhein-Westfalen eingesetzt.
Die Lokomotive wurde als kriegswichtig eingestuft und unter der Bezeichnung KDL 7 von dem belgischen Unternehmen Franco Belge weitergebaut. Die Stückzahl dieser gefertigten Lokomotiven wird mit 50 angegeben.

## Geschichte

### Vorkriegsgeschichte
Der Typ war die von O&K durchgeführte Ableitung aus der Preußischen T 3 Musterblatt III-4p, wobei der wesentliche Unterschied die modernere Gestaltung mit dem hinter dem Führerhaus platzierten Kohlenkasten war. Als Industrielokomotive wurden die Maschinen mit Nassdampf aus Gründen der leichteren Unterhaltung gefertigt.

### Nachkriegsgeschichte

#### Zeche Hibernia
Die Lokomotive mit der Fabriknummer O&K 10118/1923 wurde nach vorherigen Einsätzen bei anderen Bergwerksbahnen bei der Zeche Hibernia in Gelsenkirchen als 30 C bis 1965 verwendet und wurde dann ausgemustert und verschrottet.

### Grube Adolf
Bei der Grube Adolf in Herzogenrath wurde mit der Nummer 4 in Zweitbesetzung die Lokomotive mit der Fabriknummer O&K 13092/1932 bis zu ihrer Ausmusterung und Verschrottung 1972 eingesetzt.

### Zeche Alstaden
Bei der Zeche Alstaden in Oberhausen verkehrte mit der Nummer 2 in Zweitbesetzung die Lokomotive O&K 10119/1923. Sie war 1924 fabrikneu geliefert worden und war bis Mitte der 1960er Jahre eingesetzt, dann wurde sie verschrottet.

### Zeche Constanze
Bei der Zeche Constanze in Bochum-Langendreer war die Lokomotive O&K 10320 aus dem Jahr 1922 in Betrieb. Sie kam nach Stilllegung der Zeche 1928 zur Peine-Ilseder Eisenbahn mit der Nummer VI, später 47, und war beim Ilseder Hochofenwerk eingesetzt. Das Ausmusterungsdatum der Lok ist mit 1956 oder 1964 angegeben.

## KDL 7
Offiziell ist keine Lok der Bauart KDL 7 bekannt, die nach Deutschland geliefert wurde. Es sollen einige Maschinen als Leihlokomotiven in der deutschen Montanindustrie im Einsatz gestanden haben. Ob diese nach dem Zweiten Weltkrieg in Deutschland verblieben, ist nicht bekannt.

## Konstruktion
Es gab Lokomotivkonstruktionen, bei denen ein Unterschied zwischen den Ausführungen für Industriebahnen und für Privatbahnen bestand. Die technischen Daten des O&K Kleinbahntyp sind sehr ähnlich der O&K-Ct-400-PS-Lokomotiven, Unterschiede bestehen bei der Ausführung. So befanden sich beim Werkbahntyp O&K Ct 400 PS die Kohlebunker hinter dem Führerhaus, während der Kleinbahntyp eine glatte Rückwand besaß.
Von der alten T 3 hatten die Lokomotiven den Wasserkastenrahmen und das Laufwerk mit dem identischen asymmetrischen Achsstand. Gegenüber dieser Type wirkten die O&K Ct 400 PS wesentlich moderner, besonders durch die Heusinger-Steuerung, den kürzen Schornstein und die Aufbauten.